# Kontrafaktur
Als Kontrafaktur (zu lateinisch contra ‚gegen‘ und facere ‚machen‘, Gegenentwurf) wird ein künstlerisches Produktionsverfahren sowie dessen Ergebnis bezeichnet, bei dem aus einem Kunstwerk unter Beibehaltung bestimmter Formbestandteile ein neues Kunstwerk gemacht wird. Kontrafaktur ist damit ein Beispiel für Intertextualität bzw. Intermedialität.

## Musik
Als Kontrafaktur wird in der Musiktheorie sowohl der Vorgang als auch das Ergebnis eines bestimmten Verfahrens zur Erschaffung eines neuen musikalischen Gesangsstücks bezeichnet. Dabei wird lediglich der Gesangstext eines bereits bestehenden Werks verändert, sodass ein neues Lied mit der gleichen Melodie oder gleichen Motiven entsteht. Dieses Verfahren wurde besonders häufig im Kirchenlied angewandt, weil bei der Verdeutschung der im Gottesdienst verwendeten Lieder die bereits bekannte Melodie oder Teile davon erhalten, der lateinische Text aber ersetzt werden sollte. Auch viele Stücke des gregorianischen Repertoires dienten als Ausgangsmaterial für die entsprechenden deutschsprachigen Kontrafakturen.
Siehe auch Tabelle in der Liste deutschsprachiger Weihnachtslieder.
Häufig verwendet wurde das Mittel der Kontrafaktur bei den frühneuzeitlichen Liedflugschriften, weil sich durch das Aufgreifen bekannter Melodien der aufwändige Druck von Noten erübrigte. In diesem Fall war den Liedern eine Tonangabe vorangestellt, welche die als bekannt vorausgesetzte Melodie benannte (beispielsweise Im Ton wie Das Fräulein von Brittanien).
Die Methode der Kontrafaktur findet aber nicht nur bei einfachen Liedmelodien, sondern auch bei mehrstimmigen und komplexeren Chorwerken Anwendung. Bekannte Beispiele dafür finden sich bei Johann Sebastian Bach. So ist etwa der Eingangschor Jauchzet, frohlocket seines Weihnachtsoratoriums eine Kontrafaktur des Eingangschors der Kantate Tönet, ihr Pauken! Erschallet, Trompeten!.
Da die Definition des parallelen englischsprachigen Begriffs (contrafact) etwas weiter gefasst ist, spricht man in der modernen Musiktheorie häufig auch von Kontrafaktur, wenn eine neue Melodie unter Beibehaltung des Harmonieschemas komponiert wird. Diese Praxis findet sich vor allem im modernen Jazz.

## Kontrafaktur – Parodie
Die Musikwissenschaft unterscheidet die Begriffe Kontrafaktur und Parodie nicht besonders trennscharf: Als Kontrafaktur wird die textliche Neubearbeitung eines Liedes mit einem neuen Text bezeichnet, besonders seit dem 15. Jahrhundert auch eines weltlichen Liedes mit einem geistlichen Text (beispielsweise Heinrich Isaac: Innsbruck, ich muss dich lassen; die erste von zwei Kontrafakturen im Evangelischen Gesangbuch findet sich unter EG 521 O Welt, ich muss dich lassen).
Parodie hingegen beschreibt eine vor allem in der Messkomposition der klassischen Vokalpolyphonie des 16. Jahrhunderts angewandte Technik, bei der die Umtextierung meist auch „eine Zerlegung und Umkomposition eines alten in ein neues, mehrstimmiges, meist vokalen Musikstück beinhaltet“, während dem im 17. und 18. Jahrhundert im evangelischen Raum aufscheinenden Parodieverfahren wie in J. S. Bachs Weihnachtsoratorium mehr arbeitsökonomische Tendenzen zugrunde liegen.
In der heutigen Literaturwissenschaft umschreibt Parodie die verzerrende, übertreibende und/oder verspottende Nachahmung eines Werkes; von Kontrafaktur spricht man (auch dann), wenn mit der Kopie keine solche Wertung verknüpft ist.